# Ramsès IX
Ramsès IX fou el vuitè faraó de la dinastia XX de l'antic Egipte que va regnar uns 18 anys (18 anys i 4 mesos segons el Papir de Torí) vers 1126 aC a 1108 aC. El seu nom d'Horus fou Kanakht Khaemwaset, el nebti Userkhepesh-sankhtawy, el Horus d'or, Userrenputmiredjet, el Nesut biti, Neferkare-setepenre, i el Sa Ra Ramesses Khaemwaset.

## Família
Era fill del príncep Montuherkhopxef i net de Ramsès III, i de la reina (abans princesa) Takhat, que probablement fou enterrat a la tomba KV10. Takhat portava el títol de reina mare (mwt-niswt). La seva esposa principal fou probablement Baketwerenere enterrada a la tomba d'Amenmesse (KV10) i portava el títol de Gran esposa reial (hmt-niswt-wrt). La seva mòmia fou trobada a DB320, un dels amagatalls de mòmies.

## Regnat
Egipte havia perdut la seva influència a Àsia però la conservava a Núbia on es van organitzar expedicions per obrir noves rutes comercials; va donar suport a l'ampliació dels temples de Karnak i Heliòpolis; va fer front a certa inestabilitat política i social derivada de les males collites i les epidèmies de fam i de les incursions del libis del desert occidental i dels actes dels mercenaris estrangers. El clergat d'Amon a Tebes va augmentar el seu poder i el gran sacerdot Amenhotep es va fer representar en uns baixos relleus del temple de Karnak amb la mateixa mesura que el faraó. Durant el seu regnat foren saquejades algunes tombes reials a Tebes, i el papir d'Abbott informa de la persecució dels culpables amb l'acusació del batlle de Karnak contra el de Tebes (occidental) Paweraa, com a culpable, per negligència, d'una onada de robatoris; Paweraa fou absolt.
Se l'esmenta a Karnak (a la porta del temple d'Amon, a una estela i una inscripció; a Heliópolis (en monuments i en un bloc de pedra) a Memfis en una estela i fragments de pedra; a Elefantina en un bloc de pedra; i a Amara, en un text al temple. Va fer ampliar el temple d'Amon a Karnak i el d'Heliòpolis

## Tomba

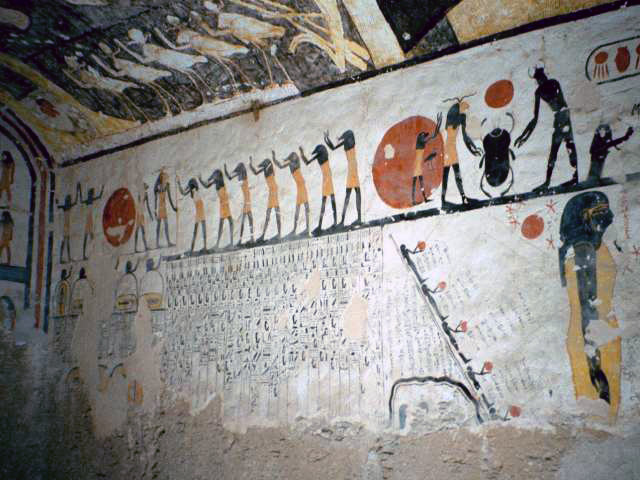
tomba

La seva tomba és a la Vall dels Reis i és anomenada KV6. Ha estat oberta almenys des del període romà. Un faraó de la dinastia XXI, Pinedjem, va fer traslladar la mòmia de Ramsès IX de la Vall dels Reis a l'amagatall de Deir al-Bahari (DB320), on hi fou trobada el 1881.

## Successió
Per raons desconegudes el seu fill Mentuherjepeshef, no el va poder succeir. Tenia una gran tomba a la Vall dels Reis, la KV19, que fou prevista originalment per Ramsès VIII (descoberta el 1817). El tron va passar a Ramsès X que probablement era un altre fill de Ramsès IX.